# Stanislav Mahkota
Stanislav Mahkota, slovenski zdravnik, * 28. julij 1913, Voklo, † 14. avgust 2010, Sežana.

## Odlikovanja in nagrade
Leta 1995 je prejel srebrni častni znak svobode Republike Slovenije z naslednjo utemeljitvijo: »za življenjsko delo in zasluge na področju interne medicine, posebej endokrinologije in diabetesa, za raziskovalno, pedagoško in organizacijsko delo na tem področju ter za prispevek pri razvoju slovenskega medicinskega tiska«.